# Pliocaloca mucronata
Pliocaloca mucronata är en nattsländeart som beskrevs av Arturs Neboiss 1984. Pliocaloca mucronata ingår i släktet Pliocaloca och familjen Calocidae. Inga underarter finns listade i Catalogue of Life.